# Sim Var
Sim Var (en idioma jemer: ស៊ឹម វ៉ា; Tboung Khmum, 2 de febrero de 1906 - París, octubre de 1989) fue un político camboyano, conocido principalmente por haber ocupado el cargo de primer ministro del país entre julio de 1957 y enero de 1958. Junto con Chhean Vam y Ieu Koeus, fue uno de los fundadores del Partido Demócrata, en abril de 1946. De ideología nacionalista, Sim Var se opuso al protectorado francés de Camboya, liderando varios movimientos opositores con otras nacionalidades. Sim Var fue también embajador en el Japón durante la década de 1970.

## Biografía
Nacido en el distrito de Kompong Cham, entonces Provincia de Kompung Cham, su familia se dedicaba al cultivo de la tierra. Está considerado como uno de los primeros nacionalistas camboyanos. Fundador del Partido Demócrata, en 1946, junto con Chhean Vamy Ieu Keous, tenían el objetivo de liderar el movimiento demócrata contrario al protectorado francés. También cofundó el primer diario en jemer del país, el año 1939, junto con Pach Chheun y Sơn Ngọc Thành, conocido como  "Nokor Wat". En febrero de 1947, Var fue arrestado, junto con dieciséis miembros del Partido Demócrata, acusados por parte de las autoridades francesas de formar parte de un grupo pro-japonés opuesto al dominio francés de Camboya.
Entonces fue enviado a Prey Nokor (actualmente la ciudad de Ho Chi Minh) durante nuevo meses, entre marzo y noviembre de 1947, y posteriormente a Kompong Cham, donde fue liberado en 1948. El año 1957 fue el nuevo primer ministro del país, a pesar de que únicamente ocupó el cargo durante un año, puesto que en 1958 tuvo que dimitir debido a dificultades económicas.
Se casó en 1962 con una mujer de Siem Reap llamada Ma Prakob, con quien tuvo un hijo y una hija. Posteriormente se divorciaron. Más tarde fue embajador de Camboya en Japón, durante el gobierno de Lon Nol, casándose con una mujer japonesa llamada Yoko Kawada.  Se cree que Var participó en el golpe de Estado de 1970 que derrocó a Norodom Sihanouk. Cuando los Jemeres rojos se hicieron con el poder, se refugió en París, donde vivió hasta su muerte, el octubre de 1989, a la edad de 83 años.